# Joseph-Donat Surian
Pour les articles homonymes, voir Surian.
Joseph-Donat Surian est un médecin, chimiste, botaniste et explorateur français né à Marseille et mort en 1691.

## Biographie
Docteur en médecine, Joseph-Donat Surian est nommé par Michel Bégon, pour ses connaissances étendues en botanique et chimie, à la tête d'une expédition d'exploration de la flore des Antilles pour le compte du roi Louis XIV. Il s'attache Charles Plumier pour soutenir les questions botaniques. L'excursion a lieu de 1689 à 1690 et les conduit à la Martinique et à Saint-Domingue.
Surian meurt l'année suivante son retour.

## Noms des plantes antillaises
C'est sans doute en sa qualité de pharmacien-herboriste que Surian eut la particularité d'utiliser directement les noms indigènes pour nommer les plantes des Antilles. Ils constitua ainsi un véritable florilège vernaculaire dont voici une liste non exhaustive :
- Bois de Comboye : une espèce de Myrthe dans l'herbier antillais de Surian,
- Bois Gris : deux espèces de Mimosa,
- Bois de lessive : nom d'une plante du genre Anavinga actuel Casearia (Salicaceae),
- Bois-pissenlit : nom d'un Tecoma (Bignoniaceae),
- Bois plié batard : nom d'un Brunfelsia (Solanaceae) [2].
- Chahuiyou : nom caraïbe d'une Graminée du genre Pharus,
- Chebetiba : nom caraïbe d'une plante du genre Cupania (en) (Sapindaceae),
- Chiquichikiti : nom caraïbe d'un Cacalia (Asteraceae),
- Chiripiba : nom caraïbe d'un Croton (Euphorbiaceae)[3].
- Timahué : nom caraïbe du Génipayer (Rubiaceae),
- Timaocomahen : nom de plusieurs arbres dont l'Heisteria (Olacaceae),
- Tisloué : nom caraïbe dont Pierre Turpin fit le genre Cypselea (Aizoaceae),
- Tonolomibi : nom caraïbe de plusieurs Duranta (Verbenaceae) des Antilles,
- Tonoulou : nom d'une fougère du genre Asplenium,
- Tounouloumibi : nom d'un arbre des Antilles que Sébastien Vaillant rapprocha d'un Érable[4].

## Hommage
Charles Plumier a nommé le genre Suriana de la famille des plantes des Surianaceae en son honneur. Carl von Linné a repris plus tard ce nom.

## En savoir plus

### Sources
- Biographie universelle classique, par Charles Gosselin (1829)
- Biographie universelle ancienne et moderne, ou Dictionnaire de tous les hommes– Band 21, 1843–1845, S. 2. Lire en ligne
- Umberto Quattrocchi: CRC World Dictionary of Plant Names: Common Names, Scientific Names, Eponyms, Synonyms, and Etymology. CRC Press Inc., 2000, S. 2600.
- Frédéric Georges Cuvier: Dictionnaire des sciences naturelles Lire en ligne